# Даниял-бек Илисуйский
Даниял-бек Илисуйский (Даниэль-бек, Даниял-султан) (араб. دانيال سلطان من داغستان‎ ) 9 января 1803, Илису — 1870, Стамбул) — последний владетель Илисуйского султаната (1831—1844), мудир Шамиля, впоследствии перешёл на сторону царской России — российский военный деятель, генерал-майор Русской императорской армии. Даниял-бек был цахуром по национальности.

## Биография

### Султан
Даниял-бек был сыном илисуйского султана Ахмед-хана от его второй жены Тути-бике, дочери Сурхай-хана Казикумухского Племянник генерал-майора Аслан-хана Казикумухского.  По национальности цахури прямой потомок первого цахурского султана Ади Куркли-бека.

Аслан-хан Казикумухский сын родного брата его деда Сурхай-хана являлся ему дядей. 
9 января 1830 года скончался султан Ахмед-хан. Ему наследовал его младший сын Муса-ага, но он правил всего девять месяцев и скончался в сентябре того же года. 14 февраля 1831 года Даниял-бек предписанием №888 Главнокомандующего Отдельным Кавказским корпусом генерал-фельдмаршала И. Ф. Паскевича назначен был управлять Илисуйским владением. 4 мая 1831 года "получил прямо чин капитана". В 1832 году Даниял-бек был произведён в майоры, а в 1838 году — в подполковники. В 1840 году он получил право носить мундир лейб-гвардии Гродненского гусарского полка и был произведён в полковники. 6 декабря 1842 года произведён в генерал-майоры.
Илисуйский владетель был подчинён начальнику Джаро-Белоканской области, которая в 1840 году была включена в состав Грузино-Имеретинской губернии в качестве Белоканского округа. Округ подразделялся на три участка: Белоканский, Енисельский и Елисуйский, последний из которых состоял из всех земель султаната под непосредственным управлением султана. Спустя два года султан был подчинён военно-окружному начальнику вновь образованного Джаро-Белоканского округа, генералу Шварцу, который начал ограничивать права султана. Со своей стороны Даниял-бек не желал идти на непосредственные отношения со Шварцем. Как писал И.П. Линевич:

Генерал Шварц, деятельный, энергический, решительный, зная дух и цель вновь устроенного и вверенного ему управления, требовал безусловного исполнения его распоряжений в пределах закона и подчинения данной ему власти; Даниел-бек, привыкший уже считать себя наследственным повелителем своего султанства и до сих пор не подчинявшийся никому (официально же считался подчинённым то окружному, то губернскому начальству), также не намерен был унижать своё достоинство даже наружным изъявлением своей подчинённости генералу Шварцу. Взаимные их требования, противоречия и дерзкая неуступчивость со стороны султана привели к тому, что султан изменил правительству (1844 г.), взволновал елисуйское население и подвергся страшному разгрому.

В 1842 году султан обратился к царю с письмом, в котором называя себя султаном «по праву наследства», просил снабдить его «новой высочайшей грамотой на владение... повелев записать... в число князей двора... на правах мингрельского князя Дадиани». В начале июня 1842 года вместе со своей иллисуйской милицией участвовал в сражении у аула Кули где совместно с Аргутинским дали сражение Имаму Шамилю находившемуся  в Кули со своими наибами, мюрюдами, а так же восставшими лакцами.

### Наиб Шамиля

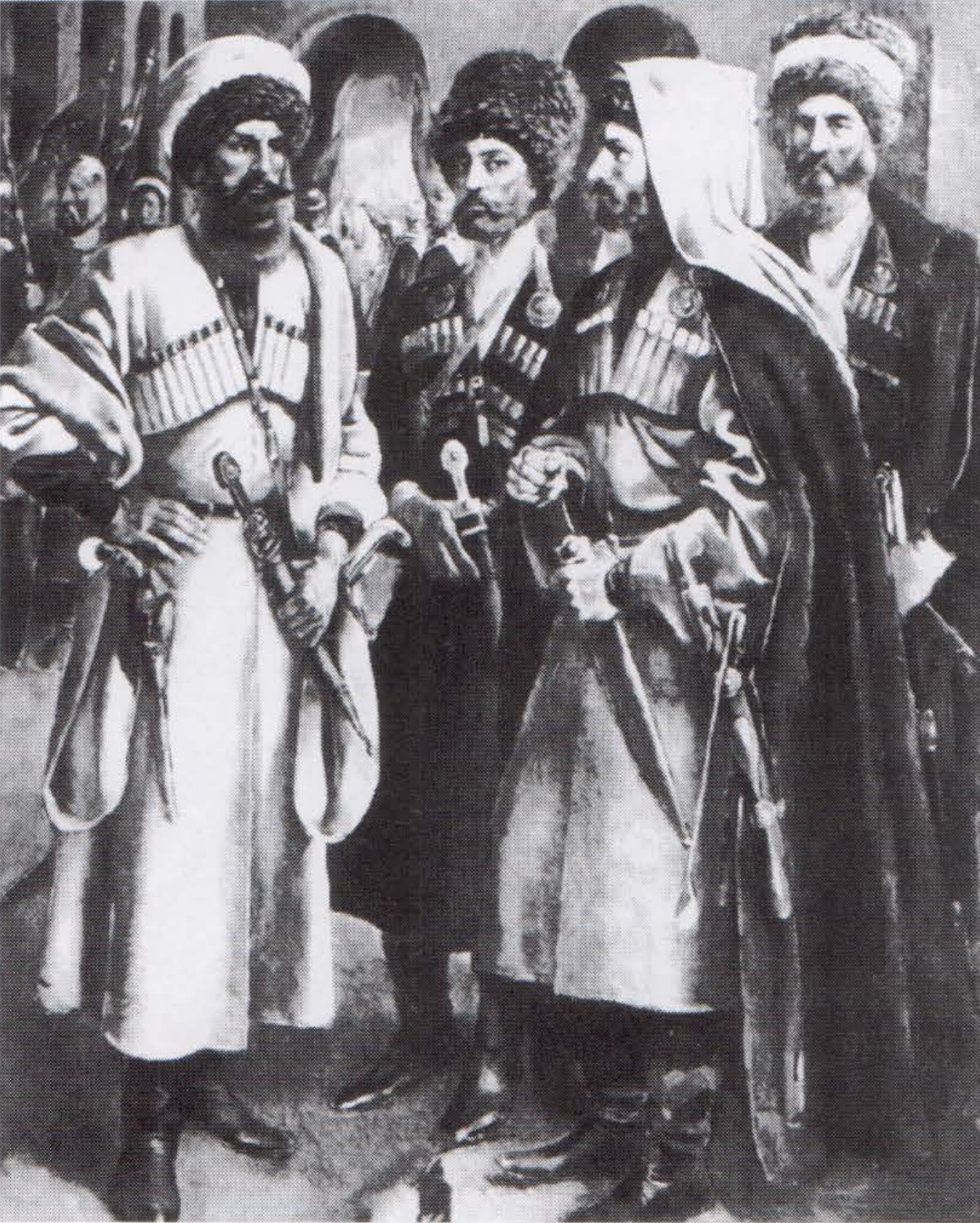
Картина Х.-Б. Мусаясула. «Шамиль и наибы Даниял-бек Илисуйский, Хаджи-Мурат Хунзахский, Шуаиб-Мулла Цонтороевский». (1912)

4 июня 1844 года Даниял-бек, по сообщениям русских источников, в главной мечети своего султаната присягнул на верность Шамилю. Шварц под предлогом обсуждения участия елисуйской милиции в предстоявшей военной операции вызывает Даниял-бека в Закаталы, намереваясь его там арестовать. Но вместо поездки султан написал генералу письмо, в котором отказался служить русскому правительству, пока оно не удовлетворит его просьбы. 8 июня Шварц вышел с отрядом из Закаталы и уже 13 июня вступил в пределы султаната. 21 июня, получив подкрепления, Шварц возобновил наступление и под Агатаем разбил трёхтысячное войско Даниель-бека. Наконец 21 июня русские с боем заняли его резиденцию, аул Елису. Султану удалось бежать в горы, после чего он и стал наибом Шамиля в аварском селении Ириб Чародинского района. Елису был разрушен, не тронули при этом только городскую мечеть. 8 августа в ауле Ках русские учредили свою администрацию, сам султанат был официально включён в состав области Чарталах.
По мнению исследователя Н. А. Волконского, после бегства Даниял-бека «наше положение на Лезгинской линии стало значительно более трудным и угрожающим». В целом, переход елисуйского султана к Шамилю был не так опасен для русских как бегство Хаджи-Мурата, но всё же нанёс вред, лишний раз показав как русские власти на Кавказе относятся к своим союзникам. Самым большим вкладом елисуйского султана в дело Шамиля было то, что он «на долгие годы обеспечил Шамилю преданность всего Южного Дагестана». Сам Шамиль говорил про Даниял-бека, что тот «был плохим бойцом, но хорошим советником». Действительно, елисуйский владетель лучше всех в окружении имама разбирался в русской и международной политике. Поэтому, несмотря на подозрения в тайных связях с русскими, к советам султана прислушивались.Шамиль назначил его мудиром всего Южного Аваристана.
В апреле 1845 года, после назначения кавказским наместником князя Воронцова, Даниял-бек начал вести с ним переговоры об условиях, на которых он мог бы снова перейти в русский лагерь. Султану были обещаны государственная пенсия и разрешение остаться жить на Кавказе. Но в главном, восстановлении в правах в качестве владетеля Елису, Даниял-беку было отказано. В дальнейшем он не раз связывался с представителями русских властей на Кавказе, но безуспешно.
В январе 1847 года жители Джары (Чари), Белоканы и Елису обратились к Шамилю за помощью в борьбе с русскими, пообещав поднять восстание, как только войска имама спустятся с гор. 16 мая горское войско под командованием Даниял-бека вступило в пределы Елису. Милиция частью перешла на сторону султана, частью разбежалась. После того как стало известно, что на помощь Даниял-беку, якобы, идёт Хаджи-Мурат, генерал-лейтенант Шварц обратился за подкреплениями к командующему войсками в южном Дагестане Аргутинскому. Но тот, считая, что действия Даниял-бека всего лишь отвлекающий манёвр, выступил в Елису лишь когда наступление горцев было уже остановлено. Наступление на Елису действительно носило отвлекающий характер. Когда стало ясно, что поход Даниял-бека не мешает русским воевать в Дагестане, Шамиль потерял к нему интерес и отозвал султана. 9 июня Даниял-бек увёл свои войска за Кавказский хребет.
17 сентября 1848 года, уже после падения крепости Гергебиль, Шамиль начинает кампанию в верховье реки Самур. В тот же день Даниял-бек внезапно атаковал Калу. 25 сентября он вступил в аул Ахты, который был местопребыванием начальника Самурского округа Дагестанской области Российской империи, и начал осаду Ахтинского редута. 26 сентября горцы взяли штурмом соседствующий с Ахты редут Тифлисское, а гарнизон перебили. В начале октября Даниял-бек, Кебед Мухаммед и Хаджи-Мурат с 7000 бойцами расположились у Мискинджи с целью не позволить Аргутинскому прийти на помощь защитникам Ахтинского укрепления, которые всё ещё держались. Но русские сумели прорваться и подойти к редуту, после чего Шамиль отступил в горы.
В июле 1849 года Аргутинский начал наступление на Табасарань. С целью отвлечь его Даниял-бек изобразил нападение на Кумух. Впрочем этот манёвр, как и другие предпринятые Шамилём, не отвлекли Аргутинского от вступления в Табасарань. В июле 1852 года Даниял-бек провёл военную демонстрацию в разрыве между Лезгинской и Самурской линиями военную демонстрацию, которую князь Воронцов использовал как предлог для переселения горцев на равнину, что было задумано им ещё ранее. Летом 1853 года Даниял-бек вошёл в состав делегации Шамиля, которую тот отправил в Стамбул с целью убедить Османскую империю начать Крымскую войну как можно раньше.
В апреле 1859 года царские войска взяли резиденцию Шамиля — аул Ведено, вслед за чем были подавлены последние очаги сопротивления на территории Чечни. Имам Шамиль со своими сторонниками ушёл в дагестанский аул Гуниб. 2 августа Даниель-бек сдал барону Врангелю свою резиденцию Ириб и аул Дусрек, а 7 августа явился с повинною к князю Барятинскому, который объявил ему полное прощение. 
Почти две полосы январского выпуска газеты Кавказ от 1861 года, отданы под публикацию письма Даниял-бека в газету. В письме он опровергает обвинения корреспондента газеты «La gazette du Midi» в изменах Российской Империи и Шамилю.

Пусть каждый, положа руку на сердце, скажет изменил ли я России переходом своим в горы и изменил ли Шамилю, покорясь без бою русским войскам уже в то время, когда решительно не было никакой возможности спастись, кроме безусловного повиновения.— «Об отношениях Даниял-бека к Шамилю». Газета «Кавказ». №8. 1861г.
25 сентября 1861 года Высочайшим приказом Даниял-беку был возвращён прежний чин генерал-майора с зачислением по армейской кавалерии и при Кавказской армии. По Высочайшему повелению в апреле 1864 года ему были возвращены ордена. 29 апреля 1869 года Высочайшим приказом генерал-майор Даниял-бек был уволен от службы. Переселился в Турцию навсегда.

## Личная жизнь
Даниял-бек женился на дочери мехтулинского хана Ахмед-хана — Баба-бике, в браке с которой у него родились пятеро детей. Одну из своих дочерей, Каримат, Даниял-бек в 1851 году выдал замуж за сына Шамиля Гази-Магомеда.
Известно, что Даниял-бек был знаком с арабским и татарским (т.е. азербайджанским) языками.

## Награды
- Орден Святого Станислава 3-й степени (1837)[11]
- Орден Святого Владимира 3-й степени (1843)[11]
- Орден Святой Анны 2-й степени (1843)